# فلسطين منذ عام 1948
أحداث فلسطين منذ عام 1948 من بعد إحتلال أراضي ال48 المناطق التي إحتلتها إسرائيل وهي تعتبر المناطق الأكثر توسعا في فلسطين ، وإحتلتها إسرائيل في حرب 1948 والتي تسمى بحرب النكبة عند العرب والفلسطينيين لأن الفلسطينيين إتهجرو في هذه الحرب

## الحروب العربية الإسرائيلية

### حرب 1948
بدأت الحرب في 15 مايو عام 1948 وانتهت في 10 مارس 1949 وانتهت بإحتلال معظم المناطق الفلسطينية ومنها حيفا ويافا وعكا إلخ...

### حرب 1956
والتي تسمى بحرب العدوان الثلاثي على مصر والثلاثة هم بريطانيا وفرنسا وإسرائيل والتي إنتهت بإحتلال قطاع غزة ولكن أتى قرار من رئيس الاتحاد السوفيتي خرتشوف بأن على القوات الإسرائيلية الخروج من قطاع غزة.

### حرب 1967
وهي الحرب التي تم فيها إحتلال باقي الأراضي الفلسطينية وهي الضفة الغربية وقطاع غزة وأيضاً تم إحتلال الجولان في سوريا وشبه جزيرة سيناء في مصر وتسمى بحرب النكسة.

### معركة الكرامة
وهي المعركة التي وقعت بين القوات الإسرائيلية والقوات الأردنية بمساعدة قوات العاصفة التابعة لحركة فتح الفلسطينية وانتهت بإنتصار القوات الفلسطينية والقوات الأردنية ووقعت الحرب في عام 1968.

### حرب الإستنزاف
وهي الحروب التي وقعت بين إسرائيل ومصر ما بين عامي 1967 إلى عام 1970.

### حرب 1973
وهي الحرب التي إنتصر فيها القوات المصرية وإستعادة فيها شبه جزيرة سيناء والتي إحتلت عام 1967.

## الثورة الفلسطينية

### أبرز الفصائل الفلسطينية في هذه الفترة
- حركة فتح
- الجبهة الشعبية لتحرير فلسطين
- الجبهة الديمقراطية لتحرير فلسطين
- الجبهة الشعبية لتحرير فلسطين – القيادة العامة
- حزب الشعب الفلسطيني

## الحروب الفلسطينية الإسرائيلية

### الإنتفاضة الفلسطينية الأولى
وهي الانتفاضة التي وقعت ما بين عامي 1986 إلى عام 1993 وبدأت بمظاهرات سلمية من قبل الفلسطينيين على الحكومة الإسرائيلية ومن بعدها أصبحت عسكرية وظهر فيها أبرز المجموعات العسكرية الفلسطينية منها الفهد الأسود وصقور الفتح التابعين لحركة فتح وكتائب سيف الاسلام التابعة لحركة الجهاد الإسلامي والمجاهدون الفلسطينيون التابعة لحركة حماس والنسر الأحمر التابعة للجبهة الشعبية لتحرير فلسطين وقوات النجم الأحمر التابعة للجبهة الديمقراطية لتحرير فلسطين.
وانتهت بتوقيع اتفاقية أوسلو عام 1993.

### حرب هبة النفق
حرب وقعت في عام 1996 ما بين الشرطة الفلسطينية والقوات الإسرائيلي وانتهت بتوقيع اتفاق سلام ما بين الإسرائيليين والفلسطينيين.

### الإنتفاضة الفلسطينية الثانية
وهي الانتفاضة التي وقعت ما بين عامي 2000 إلى عام 2004 وبدأت بمظاهرات سلمية من قبل الفلسطينيين على الحكومة الإسرائيلية ومن بعدها أصبحت عسكرية مثل التي قبلها وأبرز المجموعات العسكرية التي ظهرت هي كتائب شهداء الأقصى وكتائب أبو الريش التابعين لحركة فتح وكتائب القسام التابعة لحركة حماس وسرايا القدس التابعة لحركة الجهاد الإسلامي وألوية الناصر صلاح الدين التابعة للجان المقاومة الشعبية وكتائب أبو علي التابعة للجبهة الشعبية وكتائب المقاومة الوطنية التابعة للجبهة الديمقراطية وانتهت بخروج إسرائيل من قطاع غزة عام 2005.

### حروب غزة
- 2008 و2009
- 2012
- 2014

### معركة سيف القدس
وتسمى بحرب حي الشيخ جراح والتي حدثت في أخر أيام شهر رمضان عام 1442هـ وحدثت في الضفة الغربية وقطاع غزة وأراضي ال48.